# تریجیکان
تریجیکان (انگلیسی: Trijicon) شرکت صنایع جنگ‌افزاری آمریکایی است، که در سال ۱۹۸۱ تأسیس شد.